# Francia en el Festival de la Canción de Eurovisión 2018
Francia participó en el Festival de la Canción de Eurovisión 2018, representados por el dúo Madame Monsieur y su tema "Mercy". En la final, lograron una decimotercera plaza con 173 puntos.

## Destination Eurovision
Destination Eurovision fue la final nacional organizada France 2 con el objetivo de seleccionar el representante francés en Eurovisión 2018. La competición consistió de tres galas, emitidas en enero de 2018 en France 2, TV5Monde y TV5 Québec Canada.

### Formato
El formato de la competición constó de tres galas: dos semifinales, emitidas el 13 y el 20 de enero de 2017, y una final el 27 de enero de 2017. Cada semifinal tuvo nueve temas, de los que cuatro alcanzaron la final. Las semifinales se grabaron el 8 y el 9 de enero de 2018, pero la final se emitió en directo.
En las semifinales, el jurado francófono estuvo formado por Amir (sustituido por Alma en la final, si bien no tuvo voto), Isabelle Boulay y Christophe Willem.
Por otra parte, el jurado internacional de las semifinales constó de Christer Björkman (jefe de delegación sueco y supervisor del Melodifestivalen), Nicola Caligiore (jefe de delegación italiano) y Olga Salamakha (jefa de delegación bielorrusa).
En la final, el jurado francófono se sustituyó por el voto de la audiencia (50%), y siete miembros nuevos se unieron al jurado internacional; los jefes de delegación de Bulgaria, Armenia, Suiza, Rusia, Israel, Finlandia e Islandia en el Festival de la Canción de Eurovisión.

### Temas participantes
El plazo para enviar candidaturas se abrió el 21 de junio de 2017. El 11 de diciembre de 2017, se anunció que France 2 había recibido 1500 temas. 18 canciones se seleccionaron para competir en los programas televisados. Desde el 29 de diciembre de 2017 hasta el 7 de enero de 2018, France Télévision fue revelando poco a poco los participantes a través de las redes sociales.
| Artista         | Canción                | Compositores                                                             |
| --------------- | ---------------------- | ------------------------------------------------------------------------ |
| Ehla            | "J'ai cru"             | Grand Corps Malade, Fred Savio                                           |
| Emmy Liyana     | "OK ou KO"             | Olivier Schultheis, Zazie, Jean-Pierre Pilot, William Rousseau           |
| Enéa            | "I'll Be There"        | Sonia Boraso                                                             |
| Igit            | "Lisboa Jérusalem"     | Antoine Barrau, Alex Finkin                                              |
| Jane Constance  | "Un jour j'ai rêvé"    | Jane Constance, Pascal Obispo                                            |
| June The Girl   | "Same"                 | Marine Bollengier, François Welgryn, Antoine Essertier                   |
| Lisandro Cuxi   | "Eva"                  | Felipe Saldivia, Fred Savio, Freddy Marche                               |
| Louka           | "Mamma Mia"            | Maître Gims, Vitaa, Renaud Rebillaud, Luca Bennici                       |
| Lucie Vagenheim | "My World"             | François Welgryn, William Rousseau, Mathieu Johann                       |
| Madame Monsieur | "Mercy"                | Émilie Satt, Jean-Karl Lucas                                             |
| Malo'           | "Ciao"                 | Malory Legardinier                                                       |
| Masoe           | "Paradis"              | Dany Synthé, Jonah                                                       |
| Max Cinnamon    | "Ailleurs"             | Max Cinnamon, Stéphanie Petrequin                                        |
| Nassi           | "Rêves de gamin"       | Nassi, Raphaël Nyadjiko                                                  |
| Noée            | "L'un près de l'autre" | Barbara Pravi, Tomislav Matosin, Jules Jaconelli, Mélanie Di Petrantonio |
| Pheno Men       | "Jamais sans toi"      | François Welgryn, Gabin Lesieur, Pheno Men                               |
| Sarah Caillibot | "Tu me manques"        | Sarah Caillibot                                                          |
| Sweem           | "Là-haut"              | Sweem                                                                    |

### Galas

#### Semifinal 1
La primera semifinal se grabó el 8 de enero de 2018 y se emitió el 13 de enero de 2018. Además del tema con el que participaban, cada artista interpretó una canción popular.
| N.º | Artista       | Canción                | Canción popular (Artista original)           | Jurado        | Jurado     | Total | Plaza |
| N.º | Artista       | Canción                | Canción popular (Artista original)           | Internacional | Francófono | Total | Plaza |
| --- | ------------- | ---------------------- | -------------------------------------------- | ------------- | ---------- | ----- | ----- |
| 1   | Masoe         | "Paradis"              | "Pas là" (Vianney)                           | 0             | 6          | 6     | 7     |
| 2   | Noée          | "L'un près de l'autre" | "Le paradis blanc" (Michel Berger)           | 20            | 6          | 26    | 6     |
| 3   | Lisandro Cuxi | "Eva"                  | "Billie Jean" (Michael Jackson)              | 34            | 32         | 66    | 1     |
| 4   | Malo'         | "Ciao"                 | "Wasting My Young Years" (London Grammar)    | 20            | 26         | 46    | 3     |
| 5   | Emmy Liyana   | "OK ou KO"             | "Je te promets" (Johnny Hallyday)            | 30            | 20         | 50    | 2     |
| 6   | Enéa          | "I'll Be There"        | "Tous les cris les S.O.S" (Daniel Balavoine) | 0             | 0          | 0     | 8     |
| 7   | Pheno Men     | "Jamais sans toi"      | "ABC]]" (Jackson 5)                          | 0             | 0          | 0     | 8     |
| 8   | Louka         | "Mamma Mia"            | "Alors regarde" (Patrick Bruel)              | 14            | 16         | 30    | 4     |
| 9   | Ehla          | "J'ai cru"             | "Time After Time" (Cyndi Lauper)             | 8             | 20         | 28    | 5     |

| Votos detallados del jurado | Votos detallados del jurado | Votos detallados del jurado | Votos detallados del jurado | Votos detallados del jurado | Votos detallados del jurado | Votos detallados del jurado | Votos detallados del jurado | Votos detallados del jurado | Votos detallados del jurado | Votos detallados del jurado |
| N.º                         | Artista                     | Canción                     | Jurado internacional        | Jurado internacional        | Jurado internacional        | Jurado internacional        | Jurado francófono           | Jurado francófono           | Jurado francófono           | Jurado francófono           |
| N.º                         | Artista                     | Canción                     | C. Björkman                 | O. Salamakha                | N. Caligiore                | Total                       | I. Boulay                   | C. Willem                   | Amir                        | Total                       |
| --------------------------- | --------------------------- | --------------------------- | --------------------------- | --------------------------- | --------------------------- | --------------------------- | --------------------------- | --------------------------- | --------------------------- | --------------------------- |
| 1                           | Masoe                       | "Paradise"                  | —                           | —                           | —                           | 0                           | 4                           | 2                           | —                           | 6                           |
| 2                           | Noée                        | "L'un près de l'autre"      | 2                           | 8                           | 10                          | 20                          | —                           | —                           | 6                           | 6                           |
| 3                           | Lisandro Cuxi               | "Eva"                       | 10                          | 12                          | 12                          | 34                          | 10                          | 10                          | 12                          | 32                          |
| 4                           | Malo'                       | "Ciao"                      | 8                           | 6                           | 6                           | 20                          | 12                          | 12                          | 2                           | 26                          |
| 5                           | Emmy Liyana                 | "OK ou KO"                  | 12                          | 10                          | 8                           | 30                          | 6                           | 6                           | 8                           | 20                          |
| 6                           | Enéa                        | "I'll Be There"             | —                           | —                           | —                           | 0                           | —                           | —                           | —                           | 0                           |
| 7                           | Pheno Men                   | "Jamais sans toi"           | —                           | —                           | —                           | 0                           | —                           | —                           | —                           | 0                           |
| 8                           | Louka                       | "Mamma Mia"                 | 6                           | 4                           | 4                           | 14                          | 2                           | 4                           | 10                          | 16                          |
| 9                           | Ehla                        | "J'ai cru"                  | 4                           | 2                           | 2                           | 8                           | 8                           | 8                           | 4                           | 20                          |

#### Semifinal 2
La segunda semifinal se grabó el 9 de enero de 2018 y se emitió el 20 de enero de 2018. Además del tema con el que participaban, cada artista interpretó una canción popular.
| N.º | Artista         | Canción             | Canción popular (Artista original)            | Jurado        | Jurado     | Total | Plaza |
| N.º | Artista         | Canción             | Canción popular (Artista original)            | Internacional | Francófono | Total | Plaza |
| --- | --------------- | ------------------- | --------------------------------------------- | ------------- | ---------- | ----- | ----- |
| 1   | Lucie Vagenheim | "My World"          | "Savoir aimer" (Florent Pagny)                | 0             | 0          | 0     | 9     |
| 2   | Madame Monsieur | "Mercy"             | "Désenchantée" (Mylène Farmer)                | 30            | 26         | 56    | 1     |
| 3   | Jane Constance  | "Un jour j’ai rêvé" | "What a Wonderful World" (Louis Armstrong)    | 4             | 4          | 8     | 6     |
| 4   | Nassi           | "Rêves de gamin"    | "Superstition" (Stevie Wonder)                | 26            | 20         | 46    | 3     |
| 5   | Igit            | "Lisboa Jérusalem"  | "Tout va bien" (Orelsan)                      | 22            | 24         | 46    | 3     |
| 6   | Max Cinnamon    | "Ailleurs"          | "Perfect" (Ed Sheeran)                        | 28            | 26         | 54    | 2     |
| 7   | Sarah Caillibot | "Tu me manques"     | "Tu m'oublieras" (Larusso)                    | 8             | 0          | 8     | 6     |
| 8   | Sweem           | "Là-haut"           | "Quelques mots d'amour" (Michel Berger)       | 4             | 22         | 26    | 5     |
| 9   | June The Girl   | "Same"              | "Poupée de cire, poupée de son" (France Gall) | 4             | 4          | 8     | 6     |

| Votos detallados del jurado | Votos detallados del jurado | Votos detallados del jurado | Votos detallados del jurado | Votos detallados del jurado | Votos detallados del jurado | Votos detallados del jurado | Votos detallados del jurado | Votos detallados del jurado | Votos detallados del jurado | Votos detallados del jurado |
| N.º                         | Artista                     | Canción                     | Jurado internacional        | Jurado internacional        | Jurado internacional        | Jurado internacional        | Jurado francófono           | Jurado francófono           | Jurado francófono           | Jurado francófono           |
| N.º                         | Artista                     | Canción                     | O. Salamakha                | N. Caligiore                | C. Björkman                 | Total                       | Amir                        | I. Boulay                   | C. Willem                   | Total                       |
| --------------------------- | --------------------------- | --------------------------- | --------------------------- | --------------------------- | --------------------------- | --------------------------- | --------------------------- | --------------------------- | --------------------------- | --------------------------- |
| 1                           | Lucie Vagenheim             | "My World"                  | —                           | —                           | —                           | 0                           | —                           | —                           | —                           | 0                           |
| 2                           | Madame Monsieur             | "Mercy"                     | 12                          | 10                          | 8                           | 30                          | 2                           | 12                          | 12                          | 26                          |
| 3                           | Jane Constance              | "Un jour j’ai rêvé"         | 2                           | —                           | 2                           | 4                           | 4                           | —                           | —                           | 4                           |
| 4                           | Nassi                       | "Rêve de gamin"             | 8                           | 6                           | 12                          | 26                          | 12                          | 4                           | 4                           | 20                          |
| 5                           | Igit                        | "Lisboa Jérusalem"          | 4                           | 12                          | 6                           | 22                          | 6                           | 8                           | 10                          | 24                          |
| 6                           | Max Cinnamon                | "Ailleurs"                  | 10                          | 8                           | 10                          | 28                          | 10                          | 10                          | 6                           | 26                          |
| 7                           | Sarah Caillibot             | "Tu me manques"             | 6                           | 2                           | —                           | 8                           | —                           | —                           | —                           | 0                           |
| 8                           | Sweem                       | "Là-haut"                   | —                           | 4                           | —                           | 4                           | 8                           | 6                           | 8                           | 22                          |
| 9                           | June The Girl               | "Same"                      | —                           | —                           | 4                           | 4                           | —                           | 2                           | 2                           | 4                           |

#### Final
La final se emitió en directo el 27 de enero de 2018. Además del tema con el que participaban, cada artista interpretó otra canción junto a un artista conocido.
| 1 | Louka           | "Mamma Mia"        | "Caméléon" (con Maître Gims)               | 8  | 7   | 15  | 8 |
| 2 | Igit            | "Lisboa Jérusalem" | "L'amour à la machine" (con Alain Souchon) | 60 | 50  | 110 | 5 |
| 3 | Emmy Liyana     | "OK ou KO"         | "Viens on s'aime" (con Slimane)            | 82 | 30  | 112 | 4 |
| 4 | Madame Monsieur | "Mercy"            | "Reine" (con Dadju)                        | 68 | 118 | 186 | 1 |
| 5 | Lisandro Cuxi   | "Eva"              | "Zombie" (con Nolwenn Leroy)               | 90 | 72  | 162 | 2 |
| 6 | Max Cinnamon    | "Ailleurs"         | "Où je vis" (con Patrick Fiori)            | 54 | 36  | 90  | 6 |
| 7 | Nassi           | "Rêves de gamin"   | "Elle m'a aimé" (con Gipsy Kings)          | 30 | 18  | 48  | 7 |
| 8 | Malo'           | "Ciao"             | "Sirens Call" (con Cats on Trees)          | 28 | 89  | 117 | 3 |

| Votos detallados del jurado | Votos detallados del jurado | Votos detallados del jurado | Votos detallados del jurado | Votos detallados del jurado | Votos detallados del jurado | Votos detallados del jurado | Votos detallados del jurado | Votos detallados del jurado | Votos detallados del jurado | Votos detallados del jurado | Votos detallados del jurado | Votos detallados del jurado | Votos detallados del jurado |
| N.º                         | Artista                     | Canción                     | Jurado internacional        | Jurado internacional        | Jurado internacional        | Jurado internacional        | Jurado internacional        | Jurado internacional        | Jurado internacional        | Jurado internacional        | Jurado internacional        | Jurado internacional        | Jurado internacional        |
| N.º                         | Artista                     | Canción                     | ARM                         | BLR                         | BUL                         | FIN                         | ISL                         | ISR                         | ITA                         | RUS                         | SWE                         | SWI                         | Total                       |
| --------------------------- | --------------------------- | --------------------------- | --------------------------- | --------------------------- | --------------------------- | --------------------------- | --------------------------- | --------------------------- | --------------------------- | --------------------------- | --------------------------- | --------------------------- | --------------------------- |
| 1                           | Louka                       | "Mamma Mia"                 | 6                           | —                           | —                           | —                           | —                           | —                           | 2                           | —                           | —                           | —                           | 8                           |
| 2                           | Igit                        | "Lisboa Jerusalem"          | 8                           | 10                          | 8                           | 2                           | —                           | 10                          | 4                           | 8                           | —                           | 10                          | 60                          |
| 3                           | Emmy Liyana                 | "OK ou KO"                  | 12                          | 6                           | 6                           | 12                          | 8                           | 2                           | 10                          | 4                           | 10                          | 12                          | 82                          |
| 4                           | Madame Monsieur             | "Mercy"                     | —                           | 8                           | 12                          | 6                           | 12                          | 6                           | 8                           | 6                           | 2                           | 8                           | 68                          |
| 5                           | Lisandro Cuxi               | "Eva"                       | —                           | 12                          | 10                          | 4                           | 10                          | 12                          | 12                          | 12                          | 12                          | 6                           | 90                          |
| 6                           | Max Cinnamon                | "Ailleurs"                  | 2                           | 4                           | 2                           | 10                          | 6                           | 4                           | 6                           | 10                          | 8                           | 2                           | 54                          |
| 7                           | Nassi                       | "Rêves de gamin"            | 10                          | 2                           | —                           | —                           | 2                           | 8                           | —                           | 2                           | 6                           | —                           | 30                          |
| 8                           | Malo'                       | "Ciao"                      | 4                           | —                           | 4                           | 8                           | 4                           | —                           | —                           | —                           | 4                           | 4                           | 28                          |

## En Eurovisión
El Festival de la Canción de Eurovisión 2018 tuvo lugar en el Altice Arena de Lisboa, Portugal y consistió en dos semifinales el 8 y 10 de mayo y la final el 12 de mayo de 2018. De acuerdo con las reglas de Eurovisión, todas las naciones con excepción del país anfitrión y los "5 grandes" (Big Five) deben clasificarse en una de las dos semifinales para competir en la final; los diez mejores países de cada semifinal avanzan a esta final. Francia está automáticamente clasificada en la final, por lo que no debió participar en las semifinales. En la final, alcanzó una decimotercera posición con 173 puntos.